# Verwaltungsgemeinschaft Boxberg/O.L.
Die Verwaltungsgemeinschaft Boxberg/O.L., obersorbisch Zarjadniske zjednoćenstwo Hamor, war von 1992 bis 2009 eine Verwaltungsgemeinschaft im Freistaat Sachsen. Die ausführende Gemeinde war Boxberg/O.L., in der auch alle Mitgliedsgemeinden aufgingen.

## Geschichte
Die Verwaltungsgemeinschaft Boxberg wurde zum 1. Januar 1992 von den damaligen Gemeinden Boxberg und Kringelsdorf gegründet. Zum 1. Januar 1996 trat die Gemeinde Uhyst beim gleichzeitigen Kreiswechsel der Verwaltungsgemeinschaft bei. Kringelsdorf schied durch Eingemeindung zum 1. April des gleichen Jahres als Gemeinde aus der Verwaltungsgemeinschaft aus.
Der Namenswechsel der Gemeinde Boxberg zur Gemeinde Boxberg/O.L. im Februar 1999 wurde zeitgleich auch in der Verwaltungsgemeinschaft vollzogen. Nachdem am Ende des gleichen Jahres der Verwaltungsverband Heidedörfer aufgelöst worden war, trat die Gemeinde Klitten der Verwaltungsgemeinschaft bei.
Am 1. Oktober 2007 schlossen sich die Gemeinden Boxberg/O.L. und Uhyst zusammen. Am 1. Februar 2009 schloss sich auch die Gemeinde Klitten der Gemeinde Boxberg/O.L. an, wodurch sich die Verwaltungsgemeinschaft auflöste. Sowohl für Uhyst wie auch für Klitten waren Boxbergs günstige finanzielle Lage sowie eine verbesserte gemeinsame Bewirtschaftung des Bärwalder Sees, auf dem sich die Grenzen der drei Gemeinden trafen, Gründe für den freiwilligen Zusammenschluss.